# Atlantologie
L'atlantologie est une discipline de l'histoire et de la mythologie étudiant le mythe ou l'existence de l'Atlantide et de ses habitants les Atlantes.
L'adjectif correspondant au nom est atlantologique.
Certains historiens considèrent l'atlantologie comme une pseudo-science. C'est le cas, entre autres, de Chantal Foucrier. Pour certains théoriciens du complot, il ne s'agit non pas d'un mythe mais d'une partie réelle de l'histoire qui serait occultée.
Bien que considérée comme une discipline nouvelle, l'étude pourrait être plus ancienne car elle se retrouve dans les récits sur une île gigantesque engloutie des sources classiques, égyptiennes, tartessiennes[Information douteuse] et chalcolithiques[pas clair].
Le mythe fondateur a fait couler des fleuves d’encre dans la littérature européenne, notamment au sein de la fiction romanesque.
Un article du média Libération écrit sur l'atlantologie : Plus qu'une discipline, celle-ci s'apparente à une obsession, un frisson passionné qui suit chaque nouvelle exploration sous-marine.
Atlantis Rising National Geographic: Et La Recherche Scientifique De L'Atlantide est un résumé très condensé d'une série de plus de trente livres déjà publiés par l'auteur de l'atlantologie historico-scientifique.